# موورینوو
موورینوو (به چکی: Mouřínov) یک منطقهٔ مسکونی در جمهوری چک است که در ناحیه ویشکوو واقع شده‌است. موورینوو ۱۱٫۵۴ کیلومتر مربع مساحت و ۴۵۹ نفر جمعیت دارد و ۲۵۲ متر بالاتر از سطح دریا واقع شده‌است.